# Max Horten
Maximilian Joseph Heinrich Horten (* 7. Mai 1874 in Elberfeld; † 2. Juli 1945 in Dietingen) war ein bedeutender deutscher Orientalist aus der Unternehmerfamilie Horten. 

## Leben
Max Horten war Bibliotheksrat und Professor für orientalische Sprachen in Bonn. Er war der ältere Bruder der Ordensgeistlichen Titus Maria und Timotheus Maria (bürgerlich Paul) Horten, sowie Onkel des Kaufmannes Helmut Horten sowie des Politikers Alphons Horten.
Max Horten studierte von 1893 bis 1898 Theologie, Philosophie und Orientalische Sprachen in Freiburg im Üechtland. Von 1898 bis 1900 unternahm er Orientreisen, nach Jerusalem, Ägypten und Syrien. Er promovierte an der École biblique et archéologique française de Jérusalem in Jerusalem und der Université Saint-Joseph in Beirut. Von 1900 bis 1904 absolvierte er ein Studium der Philosophie und der Orientalischen Sprachen an der Universität Bonn. 1904 erfolgte eine weitere Promotion, 1906 die Habilitation sowie der Beginn der Tätigkeit als Privatdozent an der Universität Bonn. Ab 1913 war er Titularprofessor und von 1922 bis 1929 nichtbeamteter außerordentlicher Professor in Bonn.
Von 1929 bis 1935 war Horten als Bibliotheksrat an der Universitätsbibliothek Breslau beschäftigt. Von 1930 bis 1935 hatte er zudem an der Universität Breslau eine nichtbeamtete außerordentliche Professur. Zum 1. Mai 1933 trat er in die NSDAP ein (Mitgliedsnummer 1.871.595). 1935 wurde er in den Ruhestand versetzt.
Seine Söhne Walther, Reimar und Wolfram wurden als Horten-Brüder berühmt mit ihren Nurflügel-Flugzeugen.

## Werk
Horten gehörte mit Joseph Müller, Friedrich Heinrich Dieterici, Ignaz Goldziher und T. J. de Boer einer Generation deutscher Islamwissenschaftler an, die eine grundlegende systematische Aufarbeitung der arabischen Philosophie und Theologie versuchten. Horten hat mehrere der wichtigsten Texte arabischer Philosophie ins Deutsche übersetzt – meist jedoch nicht im Sinne heutiger textkritischer Standards. Horten verfügte über indologische Kenntnisse und hat verschiedentlich Hypothesen bezüglich eines Einflusses indischen Denkens auf die arabische Philosophie und Theologie vertreten, die heute oftmals kritisch gesehen werden. Insbesondere war Horten davon ausgegangen, dass die islamische Mystik (tasawwuf) nicht genuinen, sondern indischen Ursprungs sei. Als katholischer Theologe war er auch mit der lateinischen Scholastik vertraut und legte vor diesem Hintergrund verschiedene Studien zum Verhältnis von Glaube und Vernunft im Islam vor.

## Schriften
- Zeitschrift für Assyriologie 18 (1905), 257-300; 20 (1907), 16-48; 303-357; 28 (1914), 113-146.
- Das Buch der Ringsteine al-Farabis, Münster : Aschendorff 1906.
- Die Metaphysik Avicennas: das Buch der Genesung der Seele, Leipzig 1907; Frankfurt am Main 1960
- Die philosophischen Ansichten von Rázi und Tusi mit einem Anhang. Die griechischen Philosophen in der Vorstellungswelt von Rázi und Tusi, 1910
- Die Philosophie des Abu Raschid (um 1068), aus dem Arabischen übersetzt und erläutert von Max Horten, Bonn : Peter Hanstein 1910.
- Die philosophischen Systeme der spekulativen Theologen im Islam : nach Originalquellen dargestellt, Bonn : Cohen 1912.
- Die Philosophie der Erleuchtung nach Suhrawardi († 1191), Halle a. S. : Niemeyer 1912.
- Die spekulative und positive Theologie im Islam nach Rázi und Tusi, 1912 (Digitalisat)
- Die Metaphysik des Averroes, 1912
- Mystische Texte aus dem Islam : drei Gedichte des Arabi 1240, aus dem Arab. übers. und erl. von M. Horten, Bonn : Marcus und Weber 1912 (Kleine Texte für Vorlesungen und Übungen 105) Digitalisat
- Die Hauptlehren des Averroes nach seiner Schrift: Die Widerlegung des Gazali, Bonn 1913.
- Das philosophische System von Schirazi († 1640), übersetzt und erläutert, Studien zur Geschichte und Kultur des islamischen Orients, zwanglose Beihefte zu der Zeitschrift „Der Islam“, 2. Heft, Strassburg: Trübner 1913.
- Texte zu dem Streite zwischen Glauben und Wissen im Islam : die Lehre vom Propheten und der Offenbarung bei den islamischen Philosophen Farabi, Avicenna und Averroes, Bonn : Marcus und Weber 1913
- Avicennas Lehre vom Regenbogen nach seinen Werk al-Shifâ, in: Meteorologische Zeitschrift 30/13, 533-544
- Die kulturelle Entwicklungsfähigkeit des Islam auf geistigem Gebiete, Bonn 1915.
- Die islamische Geisteskultur, Leipzig : Veit & Co. 1915
- Mohammedanische Glaubenslehre der Katechismen des Fudali und Sanusi, Bonn : Marcus und Weber 1916.
- Mohammed Abduh, sein Leben und seine theologisch-philosophische Gedankenwelt, in: Beiträge zur Kenntnis des Orients 13-14, Halle 1916
- Kleine türkische Sprachlehre. Groos, Heidelberg, 1916
- Die religiöse Gedankenwelt des Volkes im heutigen Islam, 1917–18
- Die Philosophie des Islam in ihren Beziehungen zu den philosophischen Weltanschauungen des westlichen Orients, 1924 (Geschichte der Philosophie in Einzeldarstellungen  )
- Art. Falsafa, in: Enzyklopädie des Islam, Bd. 2 (1927), 49-54
- Indische Strömungen in der islamischen Mystik, Teil 1: Zur Geschichte und Kritik, Heidelberg : Winter ; Harrassowitz [in Komm.] 1927 (Materialien zur Kunde des Buddhismus 12)
- Indische Strömungen in der islamischen Mystik, Teil 2: Lexikon wichtigster Termini der islamischen Mystik : terminologische Untersuchungen zu grundlegenden Texten islamischer Frühmystik in Persien um 900, Heidelberg : Winter ; Harrassowitz [in Komm.] 1928 (Materialien zur Kunde des Buddhismus 13)
- Der Islam in seinem mystisch-religiösen Erleben. 1928 (Religiöse Quellenschriften 48)
- Die spekulative und positive Theologie des Islam, 1967